# アントニア・ビセンス・イ・ピコルネリ
アントニア・ビセンス・イ・ピコルネリ（カタルーニャ語: Antònia Vicens i Picornell、1941年 - ）は、スペイン・バレアレス諸島県サンタニー出身の著作家。カタルーニャ語で執筆している。

## 来歴
バレアレス諸島のマヨルカ島にあるサンタニーに生まれた。初めて出版した本である短編集『バンク・デ・フスタ』（バンコ・デ・マデラ）は、1965年にカントニグロスの小さな村で賞を取った。小説『39グラド・アロンブラ』（39グラド・ア・ラ・ソンブラ）は、1967年にサン・ジョルディ小説賞で優秀賞を受けた。マジョルカ島という舞台は、この2冊と後の作品の主なインスピレーションの源となっている。1977年にカタルーニャ語作家協会の理事構成員になり、バレアレス諸島州政府の副首相を務めた。そのことがテレシンコのシリーズ番組「モンストゥロス・デ・マドゥルガーダ」を製作する切っ掛けとなった。
いくつかの文学賞を受賞しているが、1999年のサン・ジョルディ十字勲章と2004年のラモン・ジュル・メダルの受賞で彼女のキャリアが総合的に認められた。ただバレアレス諸島州政府の言語的政策に抗議するために、このラモン・ジュル・メダルを辞退した。
著作はドイツ語とスペイン語に翻訳されている。2018年にスペイン詩国民賞を受賞した。

## 著作

### 短編小説
- 1968年 : Banc de fusta
- 1980年 : Primera comunió
- 2005年 : Tots els contes
- 2015年 : Mort a la deriva

### 小説
- 1968年 : 39º a l'ombra
- 1971年 : Material de fulletó
- 1974年 : La festa de tots els morts
- 1977年 : Pets dins la banyera
- 1980年 : La Santa
- 1982年 : Quilòmetres de tul per a un petit cadàver
- 1984年 : Gelat de maduixa
- 1986年 : Crònica d' un suicidi
- 1987年 : Terra seca
- 1988年 : Algú s'ha cuncagat a ses dutxes
- 1997年 : L'àngel de la lluna (infantil)
- 1998年 : Massa tímid per lligar (juvenil)
- 1998年 : Febre alta
- 2002年 : Lluny del tren
- 2007年 : Ungles perfectes

### 回想録
- 1993年 : Vocabulari privat (junto con Josep Maria Llompart de la Peña)

### 番組制作
- 1999年 : Monstruos de madrugada

## 受賞
- 1967年 : サン・ジョルディ小説賞（英語版）優秀賞 - 39º graus a l'ombra
- 1981年 : Premio Ciudad de Palma de novela por Quilòmetres de tul per a un petit cadàve
- 2012年 : Monstruos de madrugada , concedido por el presidente de la sociedad literaria catalana Emilio Rubio
- 2018年 : スペイン詩国民賞（スペイン語版）（スペイン文化・スポーツ省）